# Wapen van Aa en Maas

Het wapen van Aa en Maas

Het wapen van het waterschap Aa en Maas is op 12 oktober 2006 door de Hoge Raad van Adel aan het in 2004 opgerichte waterschap toegekend. Dit waterschap was ontstaan uit een fusie van de waterschappen De Aa en De Maaskant. Het wapen bevat elementen uit het wapen van het waterschap Stroomgebied van de Aa (vanaf 1966 waterschap De Aa), maar niet uit dat van de Maaskant.

## Blazoen
Het blazoen dat bij de Hoge Raad van Adel bekend is, luidt als volgt:
In zilver een golvende tweelingbalk van sinopel, vergezeld boven van een vierblad en een merlet, en beneden van een molenijzer, alles van keel. Het schild gedekt met een gouden kroon van drie bladeren en twee parels.
De heraldische kleuren in het wapen zijn: zilver (wit), sinopel (groen) en keel (rood).
Het schild wordt gedekt door een gouden kroon van drie bladeren met daartussen twee parels. Dit is de zgn. gravenkroon.

## Symboliek
De drie symbolen staan voor de drie historische gebieden waarin het waterschap werkzaam is. Het rode vierblad of roos staat voor het Maasland, de merlet komt voor in het wapen van het Land van Cuijk en het molenijzer komt uit het wapen van het Peelland. De zilveren lijn tussen de twee groene lijnen symboliseert de rivier en geeft aan dat het om een waterschapswapen gaat.

## Verwante wapens
De volgende wapens zijn verwant aan dat van het waterschap Aa en Maas:

Het wapen van Stroomgebied de Aa
Het wapen van Cuijk
Het wapen van het Peelland

Aa en Maas ·
Amstel, Gooi en Vecht ·
Brabantse Delta ·
Delfland ·
De Dommel ·
Hollands Noorderkwartier ·
Hollandse Delta ·
Limburg ·
Hunze en Aa's ·
Noorderzijlvest ·
Rijnland ·
Rivierenland ·
Schieland en de Krimpenerwaard ·
De Stichtse Rijnlanden ·
Vallei en Veluwe ·
Vechtstromen · 
Fryslân